# Rally de Polonia de 2016
El Rally de Polonia de 2016, oficialmente 73. PZM Rajd Polski, fue la septuagésima tercera edición y la séptima ronda de la temporada 2016 del Campeonato Mundial de Rally. Se celebró del 30 de junio al 3 de julio y contó con un itinerario de 21 tramos sobre tierra que sumaron un total de 306.10 km cronometrados. Fue también la séptima ronda de los campeonatos WRC 2 y WRC 3.
Andreas Mikkelsen se quedó con la victoria con un tiempo de 2:37:34.4 dejando por detrás a Tanak a 26.2s y a Paddon a 28.5s.

## Itinerario
| Día   | Tramo | Nombre                | distancia | Ganador de la etapa       | Coche                                 | Tiempo  | Líder de la general |
| ----- | ----- | --------------------- | --------- | ------------------------- | ------------------------------------- | ------- | ------------------- |
| Día 1 | SS1   | SSS Mikołajki Arena 1 | 2.50 km   | Thierry Neuville          | Hyundai i20 WRC                       | 1:46.2  | Thierry Neuville    |
| Día 1 | SS2   | Chmielewo 1           | 6.52 km   | Hayden Paddon             | Hyundai i20 WRC                       | 3:15.9  | Ott Tänak           |
| Día 1 | SS3   | Wieliczki 1           | 17.30 km  | Andreas Mikkelsen         | Volkswagen Polo R WRC                 | 8:58.6  | Andreas Mikkelsen   |
| Día 1 | SS4   | Świętajno 1           | 21.14 km  | Ott Tänak                 | Ford Fiesta RS WRC                    | 10:04.8 | Andreas Mikkelsen   |
| Día 1 | SS5   | Stare Juchy 1         | 13.50 km  | Hayden Paddon             | Hyundai i20 WRC                       | 6:45.3  | Andreas Mikkelsen   |
| Día 1 | SS6   | Chmielewo 2           | 6.52 km   | Ott Tänak                 | Ford Fiesta RS WRC                    | 3:10.7  | Andreas Mikkelsen   |
| Día 1 | SS7   | Wieliczki 2           | 17.30 km  | Ott Tänak                 | Ford Fiesta RS WRC                    | 8:50.2  | Andreas Mikkelsen   |
| Día 1 | SS8   | Świętajno 2           | 21.14 km  | Ott Tänak                 | Ford Fiesta RS WRC                    | 9:54.0  | Ott Tänak           |
| Día 1 | SS9   | Stare Juchy 2         | 13.50 km  | Hayden Paddon             | Hyundai i20 WRC                       | 6:39.1  | Ott Tänak           |
| Día 1 | SS10  | SSS Mikołajki Arena 2 | 2.50 km   | Sébastien Ogier Ott Tänak | Volkswagen Polo R WRC Ford Fiesta WRC | 1:46.0  | Ott Tänak           |
| Día 2 | SS11  | Gołdap 1              | 14.75 km  | Ott Tänak                 | Ford Fiesta RS WRC                    | 7:26.3  | Ott Tänak           |
| Día 2 | SS12  | Stańczyki 1           | 25.27 km  | Ott Tänak                 | Ford Fiesta RS WRC                    | 13:40.7 | Ott Tänak           |
| Día 2 | SS13  | Babki 1               | 21.02 km  | Ott Tänak                 | Ford Fiesta RS WRC                    | 10:16.5 | Ott Tänak           |
| Día 2 | SS14  | Stańczyki 2           | 25.27 km  | Andreas Mikkelsen         | Volkswagen Polo R WRC                 | 13:27.2 | Ott Tänak           |
| Día 2 | SS15  | Babki 2               | 21.02 km  | Stéphane Lefebvre         | Citroën DS3 WRC                       | 10:04.3 | Ott Tänak           |
| Día 2 | SS16  | Gołdap 2              | 14.75 km  | Jari-Matti Latvala        | Volkswagen Polo R WRC                 | 7:29.5  | Ott Tänak           |
| Día 2 | SS17  | SSS Mikołajki Arena 3 | 2.50 km   | Ott Tänak                 | Ford Fiesta RS WRC                    | 1:45.4  | Ott Tänak           |
| Día 3 | SS18  | Baranowo 1            | 21.25 km  | Andreas Mikkelsen         | Volkswagen Polo R WRC                 | 10:43.5 | Ott Tänak           |
| Día 3 | SS19  | Sady 1                | 8.55 km   | Sébastien Ogier           | Volkswagen Polo R WRC                 | 4:31.2  | Ott Tänak           |
| Día 3 | SS20  | Baranowo 2            | 21.25 km  | Jari-Matti Latvala        | Volkswagen Polo R WRC                 | 11:18.5 | Andreas Mikkelsen   |
| Día 3 | SS21  | Sady 2 (Power Stage)  | 8.55 km   | Sébastien Ogier           | Volkswagen Polo R WRC                 | 4:47.0  | Andreas Mikkelsen   |

### Power Stage
El power stage al igual que en las anteriores carreras fue la última etapa del rally y tuvo un recorrido total de 8.55 km.
| Pos | Piloto             | Coche                 | Tiempo | Dif. | Pts |
| --- | ------------------ | --------------------- | ------ | ---- | --- |
| 1   | Sébastien Ogier    | Volkswagen Polo R WRC | 4:47.0 | 0.0  | 3   |
| 2   | Jari-Matti Latvala | Volkswagen Polo R WRC | 4:47.7 | +0.7 | 2   |
| 3   | Thierry Neuville   | Hyundai i20 WRC       | 4:48.5 | +1.5 | 1   |

## Clasificación final
| Pos.                  | No.                   | Piloto                | Copiloto              | Equipo                           | Coche                 | Tiempo                | Diferencia            | Puntos                |                       |
| Clasificación General | Clasificación General | Clasificación General | Clasificación General | Clasificación General            | Clasificación General | Clasificación General | Clasificación General | Clasificación General | Clasificación General |
| --------------------- | --------------------- | --------------------- | --------------------- | -------------------------------- | --------------------- | --------------------- | --------------------- | --------------------- | --------------------- |
| 1                     | 9                     | Andreas Mikkelsen     | Anders Jæger          | Volkswagen Motorsport II         | Volkswagen Polo R WRC | 2:37:34.4             |                       | 25                    |                       |
| 2                     | 12                    | Ott Tänak             | Raigo Mõlder          | DMACK World Rally Team           | Ford Fiesta RS WRC    | 2:38:00.6             | +26.2                 | 18                    |                       |
| 3                     | 4                     | Hayden Paddon         | John Kennard          | Hyundai Motorsport               | Hyundai i20 WRC       | 2:38:02.9             | +28.5                 | 15                    |                       |
| 4                     | 3                     | Thierry Neuville      | Nicolas Gilsoul       | Hyundai Motorsport               | Hyundai i20 WRC       | 2:38:03.7             | +29.3                 | 13                    |                       |
| 5                     | 2                     | Jari-Matti Latvala    | Miikka Anttila        | Volkswagen Motorsport            | Volkswagen Polo R WRC | 2:38:08.2             | +33.8                 | 12                    |                       |
| 6                     | 1                     | Sébastien Ogier       | Julien Ingrassia      | Volkswagen Motorsport            | Volkswagen Polo R WRC | 2:38:14.7             | +40.3                 | 11                    |                       |
| 7                     | 8                     | Craig Breen           | Scott Martin          | Abu Dhabi Total World Rally Team | Citroën DS3 WRC       | 2:39:35.8             | +2:01.4               | 6                     |                       |
| 8                     | 5                     | Mads Østberg          | Ola Fløene            | M-Sport World Rally Team         | Ford Fiesta RS WRC    | 2:40:39.0             | +3:04.6               | 4                     |                       |
| 9                     | 7                     | Stéphane Lefebvre     | Gabin Moreau          | Abu Dhabi Total World Rally Team | Citroën DS3 WRC       | 2:42:46.4             | +5:12.0               | 2                     |                       |
| 10                    | 6                     | Eric Camilli          | Benjamin Veillas      | M-Sport World Rally Team         | Ford Fiesta RS WRC    | 2:42:57.5             | +5:23.1               | 1                     |                       |